# Belisana amabilis
Belisana amabilis är en spindelart som först beskrevs av Paik 1978.  Belisana amabilis ingår i släktet Belisana och familjen dallerspindlar. Inga underarter finns listade.